# Cearivne, Velîka Oleksandrivka
Cearivne (în ucraineană Чарівне) este localitatea de reședință a comunei Cearivne din raionul Velîka Oleksandrivka, regiunea Herson, Ucraina.

## Demografie
Componența lingvistică a localității Cearivne
     Ucraineană (95,28%)
     Română (3,54%)
     Alte limbi (0,98%)
Conform recensământului din 2001, majoritatea populației localității Cearivne era vorbitoare de ucraineană (95,28%), existând în minoritate și vorbitori de română (3,54%).